# Opus incertum

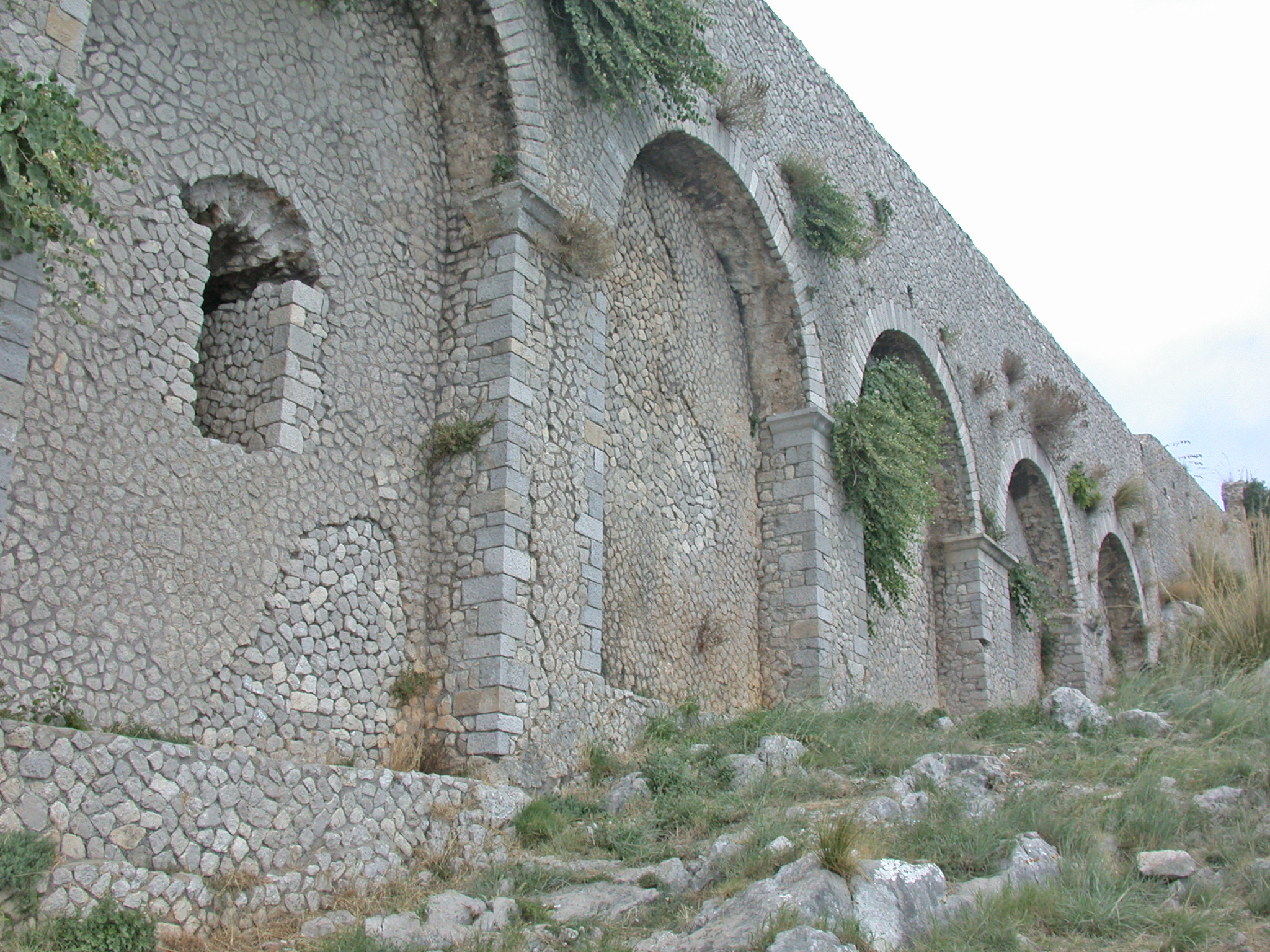
Revestimento com a técnica opus incertum no Templo dedicado a Iovis Anxur em Terracina, Itália.

Opus incertum é uma antiga técnica de construção da Roma Antiga. Com a introdução do concreto e do "opus caementicium", tornou-se necessário incorporar enchimentos, compostos por pedaços de pedra menores, que se aderiam ao miolo de concreto. A forma mais antiga desta técnica era o opus incertum, que utilizava pequenos blocos piramidais de tufo que eram colocados no interior da parede e que resultava numa superfície que não tinha nenhum padrão regular, daí o seu nome.
Os mais antigos exemplos em Roma são das primeiras décadas do século II a.C. (o Templo de Magna Mater, o Pórtico de Emília) e o último, do final do mesmo século. A técnica foi superada pela opus quasi reticulatum e a opus reticulatum.